# سرویس دیسکاوری
سرویس دیسکاوری(به انگلیسی: Service discovery) (مخفف انگلیسی: SDP) یا شناسایی خدمات یا شناسایی سرویس نام قرارداد ارتباطاتی است که در شبکه رایانه‌ای مسئولیت شناسایی خودکار امکانات ارائه شده در آن شبکه رایانه‌ای را دارد. سرویس دیسکاوری نیاز به زبان مشترک دارد که کاربران نخواهند در روند خودکار بودن این قرارداد یا پروتوکل، مداخله‌ای داشته باشند.